# Liocheles
Liocheles là một chi bọ cạp thuộc về họ Hemiscorpiidae.

## Các loài
Chi này gồm các loài sau:
- Liocheles australasiae (Fabricius, 1775)
- Liocheles extensus Locket, 1997
- Liocheles karschii (Keyserling, 1885)
- Liocheles litodactylus Monod & Volschenk, 2004
- Liocheles nigripes (Pocock, 1897)
- Liocheles penta Francke & Lourenço, 1991
- Liocheles polisorum Volschenk, Locket & Harvey, 2001
- Liocheles waigiensis (Gervais, 1843)